# Даљско добро
Даљско добро био је посед на Дунаву са седиштем у Даљу који је Арсеније III Црнојевић као високи црквени прелат добио од цара Леополда. Добро је наслеђивао сваки следећи Карловачки митрополит.
Ово добро чинила су три села: Даљ, Бело Брдо и Борово. Ова села била су насељена већином Србима. По званичном попису становништва из 1900. године у Даљу је живело 59,3% Срба, у Белом Брду 92,5% а у Борову 91,2%.